# Venejärvi (sjö i Finland, Lappland, lat 67,27, long 24,20)
Venejärvi är en sjö i Finland. Den ligger i kommunen Kolari i landskapet Lappland, i den norra delen av landet, 800 km norr om huvudstaden Helsingfors. Venejärvi ligger 176,9 meter över havet. Arean är 1,95 kvadratkilometer och strandlinjen är 7,41 kilometer lång. Sjön  ingår i Torne älvs huvudavrinningsområde. 